# Femme aux bras croisés
Femme aux Bras Croisés (Mulher de Braços Cruzados), é uma pintura de Pablo Picasso, criada em 1902, durante o seu período azul.
Esta pintura foi comprada por Gertrude Stein a Picasso e, em 2000, foi vendido em leilão, pela Christie's, de Nova Iorque, por mais de 55 milhões de dólares.